# Takatsukasa Nobufusa
Takatsukasa Nobufusa 鷹司 信房; né le 17 novembre 1565, mort le 18 janvier 1658 (ère Meireki 3/12/15) est un noble de cour japonais kuge du début de l'époque d'Edo.

## Biographie
Fils de Nijō Haruyoshi (二条 晴良), sa mère est la Joo du prince impérial Sadaatsu. Après l'adoption du nom de Takatsukasa, il est considéré comme fils adoptif de Takatsukasa Tadafuyu, mort 15 ans avant sa naissance. Cette adoption posthume permet de faire revivre la lignée masculine de la famille Takatsukasa.
Nobufusa est régent Kampaku  pour l'empereur Go-Yōzei de 1606 jusqu'au 31 janvier 1609.
Marié à une fille de Sassa Narimasa (佐々 成政), il a douze enfants dont Takatsukasa Nobuhisa et sept filles. La plupart entrent au monastère. Nobutaka, son deuxième fils, prend le poste familial héréditaire de Bettō au sanctuaire Kōfukuji. Sa fille Takako (孝子; 1602-74) est mariée au shōgun Tokugawa Iemitsu. Son fils Nobuhira, né en 1636 fonde une lignée du clan Matsudaira.

## Source de la traduction
- (de) Cet article est partiellement ou en totalité issu de l’article de Wikipédia en allemand intitulé « Takatsukasa Nobufusa » (voir la liste des auteurs).